# آلونسو ادوارد
آلونسو ادوارد (انگلیسی: Alonso Edward؛ زادهٔ ۸ دسامبر ۱۹۸۹) یک دونده اهل پاناما است. از افتخارات وی میتوان به کسب مدال نقره دو ۲۰۰ متر در ۲۰۰۹ برلین اشاره کرد.